# Гесдорф (комуна)
Гесдорф (люксемб. Géisdref, фр. Goesdorf, нім. Goesdorf) — комуна Люксембургу. Входить до складу кантону Вільц в окрузі Дикірх.

## Географія
Площа території комуни становить 29,41 км² (21-е місце за цим показником серед 116 комун Люксембургу).
Висота найвищої точки комуни над рівнем моря складає 498 метрів (25-е місце за цим показником серед комун країни), найнижчої — 233 метрів (49-е місце).

## Демографія
Станом на 2011 рік на території комуни мешкало 1 270 ос.
Динаміка чисельності населення:

## Адміністративний поділ
До складу комуни входять такі поселення:
| Поселення | Населення за даними переписів: | Населення за даними переписів: | Населення за даними переписів: |
| Поселення | на 31.03.1981                  | на 01.03.1991                  | на 15.02.2001                  |
| --------- | ------------------------------ | ------------------------------ | ------------------------------ |
| Бокхольц  | 36                             | 44                             | 57                             |
| Будершайд | 76                             | 105                            | 120                            |
| Даль      | 182                            | 208                            | 233                            |
| Гесдорф   | 176                            | 161                            | 238                            |
| Масселер  | 25                             | 35                             | 34                             |
| Нохер     | 160                            | 175                            | 221                            |
| Нохер-Рут | н/д                            | н/д                            | 122                            |